# Sœurs de Saint Joseph de Lyon
Les Sœurs de Saint Joseph de Lyon sont une congrégation religieuse féminine enseignante et hospitalière de droit pontifical.

## Histoire
C'est l'une des plus anciennes congrégations dérivées directement des sœurs de Saint Joseph fondée en 1650 au Puy-en-Velay par le jésuite Jean-Pierre Médaille (1610-1669).
Après la Révolution française, une communauté se crée à Saint-Étienne constituée d'anciennes religieuses et de filles pieuses ; elles sont bientôt surnommées sœurs noires et sœurs de la bonne mort, en raison de la couleur de leurs vêtements et par le fait qu'elles aident les mourants. Elle sont encouragées par le Père Claude Cholleton (1751-1807) vicaire général depuis 1804 et curé de la principale paroisse de la ville. En 1807, il fait appel à la Mère saint-Jean Fontbonne (1759-1843), supérieure des sœurs de Saint-Joseph à Monistrol avant la Révolution, afin qu'elle forme le groupe dans le but de reconstituer les sœurs de Saint-Joseph. La communauté prend l'habit religieux le 14 juillet 1808. Le Premier Empire autorise la congrégation le 10 avril 1812. La maison-mère est transférée à Lyon en 1816 avec la Mère saint-Jean comme supérieure générale.
La congrégation de Lyon donnent naissance à de nombreuses autres congrégations de sœurs de Saint Joseph. Les Sœurs de Saint-Joseph de Chambéry (1812), les Sœurs de Saint Joseph de Bourg-en-Bresse (1812), les Sœurs de Saint Joseph d'Oulias (1824), les Sœurs de Saint Joseph d'Aoste (1831)et les Sœurs de Saint Joseph de Champagnole (1851). L'institut reçoit le décret de louange le 5 mai 1829 et il est approuvé par le Saint-Siège le 27 juin 1899 ; ses constitutions religieuses sont approuvées le 16 décembre 1909.
En 1836, six religieuses, dont deux nièces de Mère Saint-Jean, sœur Fébronie et sœur Delphine, partent pour les États-Unisafin de répondre à la demande du lazariste Joseph Rosati (1789-1843), 1er évêque de Saint-Louis, qui désire des sœurs pour le nouveau diocèse de Saint Louis. Elles s'installent à Saint-Louis et deviennent autonomes sous le nom de Sœurs de Saint Joseph de Carondelet. C'est la 1re congrégation de Saint Joseph, héritée de celle du Puy, fondée sur le continent américain. Elle donnera naissance à la plupart des congrégations américaines de Saint Joseph. 
Lors des lois anticongrégationnistes, elles doivent s'exiler en Italie (Livourne, Bordighera), Suisse (Fribourg) au Mexique, au Canada (Prince Albert), aux États-Unis (Jackman, South Berwick dans le Maine). À partir de 1907, c'est l'Égypte, l'Inde puis la Turquie où les sœurs sont témoins des massacres d'Adana.

## Fusion
Cinq congrégations fusionnent avec elles,:
- • 1947 : Sœurs de Saint Joseph d'Oulias fondées en 1824 par les sœurs de Saint Joseph de Lyon[4].

- • 1954 : Sœurs de Saint Joseph de Gap. En 1837, Nicolas-Augustin de La Croix d'Azolette, vicaire général du diocèse de Belley est nommé évêque de Gap. Il demande à Alexandre Devie, évêque de Belley, d'envoyer Mère Saint-Joseph Chanay fonder une communauté de Saint Joseph dans le diocèse de Gap. Les sœurs arrivent à Gap le 29 décembre 1837[10].

- • 1996 : Sœurs de Saint Joseph de Bordeaux fondée par les sœurs de Saint Joseph de Bourg. La congrégation devient autonome en 1840 avec Mère Saint-Joseph Chanay (1795-1853) pour supérieure générale[10].

- • 1996 : Sœurs de Saint Joseph de Bourg-en-Bresse fondées en 1812 par les sœurs de Saint Joseph de Lyon. La communauté devient autonome en 1823 par la volonté d'Alexandre Devie, évêque de Belley avec Mère Saint Benoît comme supérieure générale[11]. Cette congrégation absorbent les sœurs de Saint Joseph de Verdun en 1949 et de Saint Joseph d'Abbeville en 1956[5].
  - 1949 : Sœurs de Saint Joseph de Verdun formées par les sœurs de Saint Joseph de Bourg. Louis Rossat, évêque de Verdun, voulant une congrégation religieuse de droit diocésain pour son diocèse s'entend avec Alexandre Devie et la supérieure des sœurs de Saint Joseph de Bourg pour que ces dernières forment à la vie religieuses des postulantes du diocèse de Verdun afin qu'elles puissent ensuite former une congrégation autonome. Le 2 juillet 1853, Rossat érige canoniquement la communauté des sœurs de Verdun[12]. Elles sont reconnues par l'État le 3 février 1864 sous le nom de Sœurs de Saint Joseph de la Présentation[13].
  - 1956 : Sœurs de Saint Joseph d'Abbeville formées par les sœurs de Saint Joseph de Lyon. En 1833, cinq sœurs de l’Immaculée Conception d'Amiens arrivent à Abbeville pour prendre soin d’une vingtaine d’orphelines, mais la congrégation d’Amiens est dissoute à la suite du décès de sa supérieure. Jean-Marie Mioland, évêque d'Amiens, érige canoniquement la congrégation qui prend le nom de sœurs de Saint Joseph d'Abbeville, elles sont formées par les sœurs de Saint Joseph de Lyon présentes à Saint-Riquier[14].
- • 2023 : Sœurs de la Sainte Famille de Lyon. En 1823, des jeunes ouvrières demandent à l'abbé Pierre Pousset (1794-1883), curé de Saint-Bruno-les-Chartreux, un règlement pour une association comprenant des exercices de piété tout en leur permettant de continuer leur travail. L'abbé Pousset leur propose d'imiter la Sainte Famille, dont la vie était partagée entre le travail et la prière. L'association se transforme en congrégation religieuse le 21 mai 1825. Le 25 décembre de la même année, les sœurs prononcent leurs vœux religieux. La congrégation est approuvée le 29 novembre 1832 par Jean-Gaston de Pins, administrateur apostolique de l'archidiocèse de Lyon. Les sœurs deviennent ensuite enseignantes dans les écoles et les pensionnats. Les constitutions sont donc modifiées et reconnues le 21 juillet 1852 par le cardinal de Bonald[15],[16],[17],[18].

## Activités et diffusion
Les sœurs se dédient à l'éducation de la jeunesse, à l'assistance aux malades et aux personnes âgées.
Elles sont présentes en:
- Europe : Belgique, France, Irlande, Royaume-Uni, Suisse.
- Amérique : États-Unis, Honduras, Mexique.
- Afrique : Burkina Faso, Côte d'Ivoire, Sénégal, Égypte.
- Asie : Inde, Liban, Sri Lanka.

La maison-mère est à Lyon.
En 2017, la congrégation comptait 638 sœurs dans 137 maisons.